# Nessetal
Nessetal – gmina (niem. Landgemeinde) w Niemczech, w kraju związkowym Turyngia, w powiecie Gotha. Powstała 1 stycznia 2019 z połączenia jedenastu z dwunastu gmin, tworzących dawną wspólnotę administracyjną Mittleres Nessetal: Ballstädt, Brüheim, Bufleben, Friedrichswerth, Goldbach, Haina, Hochheim, Remstädt, Wangenheim, Warza oraz Westhausen. Gminy te stały się automatycznie jej częściami (Ortsteil). Gmina ta pełni również funkcję „gminy realizującej” (niem. „erfüllende Gemeinde”) dla gminy wiejskiej Sonneborn.

## Położenie
Gmina leży ok. 9 km na północny zachód od miasta Gotha. Przez gminę przebiega droga krajowa B247.